# یواس‌اس کیوزبو
یواس‌اس کیوزبو (به انگلیسی: USS Cusabo) یک کشتی بود که طول آن ۲۰۵ فوت (۶۲ متر) بود. این کشتی در سال ۱۹۴۴ ساخته شد.